# 提刑按察司按察副使
提刑按察司按察副使，簡稱按察副使，别称憲副 ，為明清官制地方文職之一。
明朝設置，為各省按察司從官，品秩正四品。按察副使輔佐按察使處理一省司法刑獄、監察按劾、治理驛傳。副使下設僉事，正五品，員額不定。副使與僉事平時分道巡察。各省兵備、提學、巡海、清軍，驛傳、屯田等事各另設職官，加僉事等頭銜。
清朝初期沿明制設置。乾隆中裁省副使、僉事等官，改為巡道道員，成為定制。